# Sensibilisation centrale
La sensibilisation centrale (dans le cas de la douleur) est un phénomène neurophysiologique au cours duquel le système nerveux central développe une hyperréactivité à la suite d'une stimulation des nocicepteurs. Ce mécanisme entraîne une amplification des signaux nociceptifs, pouvant provoquer une douleur persistante, exagérée ou ressentie en réponse à des stimuli normalement non douloureux. 
La sensibilisation centrale est considérée comme un mécanisme jouant un rôle dans la douleur pouvant expliquer la présence de douleurs même en l'absence de lésions détectées ou de cause identifiable. Elle pourrait être impliquée dans des pathologies comme la fibromyalgie ou le syndome du colon irritable. 

## Définition
Selon l'International Association for the Study of Pain (IASP), le syndrome de sensibilisation centrale est une :« augmentation de la réactivité des neurones nociceptifs du système nerveux central à leur entrée afférente normale ou sous-liminaire ». Cela correspond à une augmentation de la sensibilité des neurones impliqués dans la nociception au niveau du système nerveux central, pouvant entraîner une perception douloureuse en réponse à une stimulation qui, en temps normal, ne provoquerait pas de douleur.

## Histoire
Le concept de sensibilisation centrale est apparu à la fin du XXe siècle, après les travaux en neurophysiologie de la douleur qui ont mis en évidence des modifications durables de la transmission des messages nociceptifs dans le système nerveux central. Dès les années 1960, R. Melzack et P. D. Wall ont introduit l'idée d'un rôle actif de la moelle épinière dans la modulation de la douleur avec leur théorie du "gate control".
Ce n'est que dans les années 1980 que le concept de sensibilisation centrale, comme mécanisme dans la douleur, a été formalisé à partir des études expérimentales menées par Clifford Woolf. Dans ses premiers travaux sur des modèles animaux (principalement des rats), C. Woolf a démontré qu'une stimulation répétée ou intense des nocicepteurs induisait une augmentation prolongée de l'excitabilité des neurones de la corne dorsale de la moelle épinière. Cette modification du fonctionnement du système nerveux traduit une forme de plasticité synaptique, durant laquelle la transmission des signaux sensoriels, tels que la nociception, dans le système nerveux central devenait amplifiée, même après l'arrêt du stimulus nociceptif. Cette hyperexcitabilité ne dépendait pas directement de la nature ou de la gravité des stimulations, transmises par des signaux périphériques, mais des changements fonctionnels dans les circuits neuronaux centraux eux-mêmes. Ce phénomène, appelé sensibilisation centrale, a conduit à développer l'hypothèse du rôle actif du système nerveux central dans l'amplification et la persistance de la douleur, qui a, ensuite, été interprété comme un mécanisme physiopathologique pouvant contribuer à des manifestations cliniques telles que l'allodynie ou l'hyperalgésie.
Enfin, la découverte de la sensibilisation centrale a ouvert la voie vers une nouvelle compréhension de la douleur, notamment en apportant une plausible explication à la persistance de certaines douleurs en l'absence de lésions visibles ou de dommages tissulaires détectables, ainsi dans l'explication de douleurs disproportionnées par rapport à leur cause apparente initiale.